# Jacqueline Wiles
Jacqueline Wiles (Portland, 13 luglio 1992) è una sciatrice alpina statunitense.

## Biografia
Jacqueline Wiles, originaria di Aurora, ha debuttato in gare FIS il 6 marzo 2008 partecipando a uno slalom speciale tenutosi sul tracciato di Schweister Mountain e piazzandosi 10ª. L'anno seguente ha esordito in Nor-Am Cup nel supergigante disputando il 10 febbraio a Mammoth Mountain e giungendo 34ª. Ha esordito in Coppa Europa in occasione dello slalom gigante di Abetone del 27 febbraio 2012, senza qualificarsi per la seconda manche, e il 5 dicembre 2012 ha conquistato il primo podio in Nor-Am Cup arrivando 3ª nella discesa libera di Copper Mountain, preceduta dalle connazionali Abby Ghent e Katie Ryan. L'11 febbraio 2013 ha conquistato la sua prima vittoria in Nor-Am Cup, nel supergigante di Apex.
Nella stagione 2013-2014 ha debuttato in Coppa del Mondo, il 29 novembre a Beaver Creek in discesa libera (43ª), e il 24 gennaio ha conquistato i primi punti nel circuito grazie al 15º posto nella discesa libera di Cortina d'Ampezzo. Ha esordito ai Giochi olimpici invernali a Soči 2014, classificandosi 26ª nella discesa libera, e ai Campionati mondiali a Vail/Beaver Creek 2015, arrivando 17ª nella combinata. Il 15 gennaio 2017 ha ottenuto ad Altenmarkt-Zauchensee in discesa libera il suo primo podio in Coppa del Mondo (3ª) e ai successivi Mondiali di Sankt Moritz 2017 si è classificata 12ª nella discesa libera e non ha completato il supergigante. Ai Mondiali di Cortina d'Ampezzo 2021 si è piazzata 24ª nella discesa libera e 32ª nel supergigante, ai XXIV Giochi olimpici invernali di Pechino 2022 è stata 21ª nella discesa libera e ai Mondiali di Saalbach-Hinterglemm 2025 si è classificata 10ª nella combinata a squadre e non ha completato la discesa libera.

## Palmarès

### Coppa del Mondo
- Miglior piazzamento in classifica generale: 45ª nel 2017
- 3 podi (in discesa libera):
  - 1 secondo posto
  - 2 terzi posti

### Nor-Am Cup
- Miglior piazzamento in classifica generale: 2ª nel 2013
- Vincitrice della classifica di supergigante nel 2013
- 14 podi:
  - 3 vittorie
  - 7 secondi posti
  - 4 terzi posti

#### Nor-Am Cup - vittorie
| Data             | Località | Paese       | Specialità |
| ---------------- | -------- | ----------- | ---------- |
| 11 febbraio 2013 | Apex     | Canada      | SG         |
| 12 marzo 2016    | Aspen    | Stati Uniti | DH         |
| 14 marzo 2016    | Aspen    | Stati Uniti | SG         |

Legenda:

DH = discesa libera

SG = supergigante

### South American Cup
- Miglior piazzamento in classifica generale: 15ª nel 2024
- 2 podi:
  - 2 secondi posti

### Campionati statunitensi
- 4 medaglie[1]:
  - 2 ori (discesa libera nel 2013; discesa libera nel 2014)
  - 2 argenti (discesa libera, supergigante nel 2015)